# Słupia (powiat bełchatowski)
Słupia – osada w Polsce położona w województwie łódzkim, w powiecie bełchatowskim, w gminie Kluki.
W latach 1975–1998 miejscowość należała administracyjnie do województwa piotrkowskiego.

## Historia
Pierwszymi właścicielami osady Słupia byli zapewne Koniecpolscy herbu Pobóg, do których należały dobra Kaszewice. Ród ten walnie przyczynił się do rozwoju tego regionu. W 1880 Słupia wraz z Bożydarem i Żelichowem była w składzie dóbr Kaszewice. Folwark Słupia liczył sobie 291 mórg gruntów ornych i tzw. ogrodów, 230 morgi łąk, 103 morgi pastwisk, wody zajmowały 113 mórg, a las obejmował 4972 morgi. Łącznie z nieużytkami folwark zajmował 5975 mórg i 6 budynków murowanych i 25 budynków drewnianych. Istniała przy nim też gorzelnia (spalona podczas II wojny światowej) oraz kuźnica. W tym czasie właścicielem dóbr był hrabia Henckel, a dzierżawcą kuźnicy Pringsheim.
W regionie od XV wieku rozwinięte było rzemiosło metalurgiczne, a w słupskiej kuźnicy były fryszerki i walcownie żelaza. W 1905 roku istniała niewielka fabryka metalurgiczna Maurycego Heymana, Michała H. Dancygera i Michała Zandera – właścicieli dóbr Kaszewice. Następnym posiadaczem Słupi był Edward Żakowski, a kolejny nabywca Stanisław Sułowski z Głoskowa kupił majątek w 1925. Wybudował on w Słupi dwór (stan surowy) i założył park. Liczący ponad 2 tys. ha majątek Sułowski sprzedał Władysławowi i Annie z Dzieduszyckich małżonkom Skibniewskim. Skibniewscy dokończyli budowę dworu i wyposażyli go. Do II wojny światowej majątkiem zarządzała Marcelina Skibniewska, potem Niemcy.
Po wojnie w Słupi gospodarował PGR, przy folwarku wybudowano dwa małe bloki dla pracowników. W Słupi na bazie istniejących stawów rozwinęła się hodowla karpia (obecnie stawy w rękach prywatnych właścicieli).
W 1949 dwór i park przejęła fabryka żarówek "Polam" w Pabianicach z przeznaczeniem na ośrodek wczasowo-kolonijny. W latach siedemdziesiątych XX wieku ZOZ Bełchatów urządził w pałacyku szpital psychiatryczny. Po likwidacji szpitala obiekt stopniowo popadał w ruinę. W 2003 roku Skarb Państwa przekazał majątek w formie darowizny powiatowi bełchatowskiemu, ponieważ pojawiła się idea stworzenia tam centrum spotkań europejskich młodzieży. Pomysłu nie zrealizowano z braku środków finansowych. W 2011 nieruchomość w drodze przetargu nabył prywatny przedsiębiorca z Radomska. W planach jest powstanie centrum hotelowo-konferencyjne oraz spa.

## Zabytki
- dwór Skibniewskich z 1925.